# مصفورة كبيرة الأسدية
مصفورة كبيرة الأسدية (الاسم العلمي: Xanthorrhoea macronema) هي نوع من النباتات يتبع جنس المصفورة من فصيلة المصفورية.